# Chontacuro (comida)
El plato de chontacuro (en maito y en pincho) es típico de la Amazonía ecuatoriana. Su nombre proviene del quichua y significa "gusano de chonta" o "mayón".
Esta larva del coleóptero Rhynchophorus palmarum (picudo negro) en otras lenguas se la conoce como "tuku" o "mukint". Se la cultiva en la montaña y hay de dos clases: los que se desarrollan en la palma Bactris gasipaes (chonta, llamada también chontaduro) o en el árbol de meretel. El de la chonta es el más consumido y su alimentación es del corazón de este árbol. Este plato forma parte del consumo diario de los kichwas de la Amazonia y se puede comer crudo o cocido. El chontacuro tiene propiedades curativas que alivia la tos y el asma. Además es una fuente excelente de proteínas, vitaminas A, C y E y minerales. El chontacuro está cobrando interés debido al auge del consumo de insectos como fuente de proteína.

## Ubicación
Usualmente, los platos de chontacuro se suelen preparar en el cantón de Archidona. El chontacuro es un insecto que se cosecha de la palma de chonta, donde crece el gusano en el tronco, en unas larvas blancas que pueden medir entre 5 y 6 centímetros de largo y 2 de diámetro. Un tipo de escarabajo pone sus huevos en el tronco de esta planta y, al cabo de unas 10 semanas se transforman en las larvas, de donde se cosechará el gusano para su preparación y consumo.

## Preparación
Una alternativa de preparación de chontacuro es en maito. Después de cosecharlo, se lava el gusano, se lo revienta con cuidado y se lo envuelve con hojas de bijao, con sal al gusto. El nombre en quichua de esta hoja es "llaki panka". Esta envoltura es el maito, se lo asa en candela a leña unos 4 a 5 minutos. El proceso para hacer el chonta curo en pincho es el mismo hasta antes de la envoltura, se asa el gusano directo en la parrilla aproximadamente dos minutos. Se puede servir con yuca cocinada o verde, acompañado con un vaso de guayusa o un pilche (embase) de chicha de yuca.